# Misgolas dougweiri
Misgolas dougweiri là một loài nhện trong họ Idiopidae.
Loài này thuộc chi Misgolas. Misgolas dougweiri được G. Wishart & D.M Rowell miêu tả năm 2008.